# Hysni Lepenica
Hysni Lepenica (1900 - septembre 1943) est un enseignant, militaire et fonctionnaire albanais. Il commanda notamment le mouvement nationaliste albanais de résistance Balli Kombëtar lors de la Seconde Guerre mondiale.
Il est tué en septembre 1943 par des soldats italiens de la 23e division Ferrara lors d'une embuscade près de Gjirokastër.

## Biographie
Il participa notamment à la bataille de Gjorm en janvier 1943 contre les forces italiennes.